# Odgovornost osnivača za obaveze privrednog društva
Privredno društvo je pravno lice koje obavlja delatnost u cilju sticanja dobiti.

## Odgovornost osnivača
Odgovornost osnivača za obaveze društva zavisi od pravne forme društva:
Ortačko društvo - društvo dva ili više ortaka koji su neograničeno solidarno odgovorni celokupnom svojom imovinom za obaveze društva, odnosno poverilac ortačkog društva može pokušati naplatiti od svakog ortaka pojedinačno u celokupnom iznosu.
Komanditno društvo - privredno društvo koje ima najmanje dva člana, od kojih najmanje jedan za obaveze društva odgovara neograničeno solidarno (komplementar), a najmanje jedan odgovara ograničeno do visine svog uloga (komanditor).
Društvo sa ograničenom odgovornošću - društvo jednog ili više članova koji za obaveze društva odgovaraju isključivo njihovim ulogom u društvo, odnosno ne odgovaraju sopstvenom imovinom.
Akcionarsko društvo – društvo jednog ili više akcionara koji odgovaraju za obaveze društva iskljucivo njihovim ulogom u društvo, odnosno ne odgovaraju spostvenom imovinom.

## Zakon o privrednim društvima
Probijanje pravne ličnosti (Član 18)
Komanditor, član društva sa ograničenom odgovornošću i akcionar, koji zloupotrebi pravilo o ograničenoj odgovornosti odgovara za obaveze društva.
Smatraće se da postoji zloupotreba ako to lice:
- upotrebi društvo za postizanje cilja koji mu je inače zabranjen
- koristi imovinu društva ili njome raspolaže kao da je njegova lična imovina
- koristi društvo ili njegovu imovinu u cilju oštećenja poverilaca društva
- radi sticanja koristi za sebe ili treća lica umanji imovinu društva, iako se znalo ili moralo znati da društvo neće moći da izvršava svoje obaveze[2]

## Primeri iz prakse

### Domaća praksa
Sud u Vrnjačkoj banji zauzeo je stanovište: “Vlasnik private štedionice, ako je njen jedini vlasnik i ako je svojim radnjama ili mešanjem svoje imovine sa imovinom štedionice kod drugih stvorio privid privrednog identiteta sa štedionicom, odgovara za dugove štedionice prema poveriocima neograničeno solidarno”.

### Strana praksa
Za razliku od vrlo oskudne prakse naših sudova o ustanovi “probijanje pravne ličnosti”, strana sudska praksa je relativno bogata. 
Savezni sud Nemačke je još 1957. godine donosio presude, kojima je članove društva kapitala činio odgovornim preko iznosa njihovih uloga, kad je našao da je isti, s obzirom na delatnost društva, vidljivo bio nedovoljan.
Federalni sud Švajcarske povodom mešanja imovine društva kapitala i personalne imovine njegovih članova (pravnih ili fizičkih lica) I time uspostavljenog njihovog privrednog identiteta sudio je da “onaj ko javnost obmanjuje neograničenom odgovornošću mora u interesu sigurnosti prometa na taj način I odgovarati”.
Najbolji slučajevi “probijanja” pravne ličnosti postoje u britanskoj I američkoj sudskoj praksi, koja je iskristalisala nekoliko kategorija takvih slučajeva.
- Prvu kategoriju čine slučajevi kad kompanija posluje sa manje od dva člana u periodu dužem od šest meseci, za preuzete obaveze nakon isteka tog perioda odgovara neograničeno solidarno njen jedini preostali član, ako je on svestan da je jedini član i ako su te obaveze nastale u vreme kada je on vodio poslovanje te kompanije.

- Drugu kategoriju čine slučajevi prevare ili nezakonitosti. Kada jedno lice preko kompanije obavlja privrednu delatnost i nju koristi samo kao masku radi skrivanja od lica koga je prevarilo.

- Treću kategoriju čine slučajevi otklanjanja nepravde. U literaturi se za ovu kategoriju citira slučaj gde su braća Kajzer u ime korporacije „Čikaški teniski tim asova“, čiji su bili jedini osnivači i vlasnici, zaključili ugovor o profesionalnom igranju tenisa sa Suzanom Step, koja ih je tužila za neisplaćenu ugovorenu novčanu svotu. Sud je zanemario pravni subjektivitet korporacije i usvojio tužbin zahtev, smatrajući braću Kajzer lično odgovornim po osnovu ugovora korporacije. Sud je smatrao da je korporacija samo maska za poslovanje njenih vlasnika i da bi bila prevara da se dopusti da korporacija posluži kao sredstvo da se braća oslobode od odgovornosti za svoje radnje.

- Četvrtu kategoriju čine slučajevi kada kompanija počne da posluje pre nego što dobije rešenje o upisu osnivanja ili proširivanja delatnosti od registarskog organa.

- Petu kategoriju čine slučajevi grupe kompanija. Matična kompanija biće odgovorna za zavisna društva u slučaju kada je zavisno društvo u potpunom vlasništvu matičnog društva.

Ostali slučajevi: utaja poreza, zloupotreba kompanijskog imena ili zapošljavanje diskvalifikovanih članova uprave, neotkrivanje da se postupa u ime kompanije, osnivanje kompanije sa neograničenom odgovornošću kada nastupi njen stečaj.

## Spoljašnje veze
- Pro Bono
- Sudska Praksa
- Pravni leksikon
- Mena Consulting Архивирано на веб-сајту  (24. децембар 2011)
- Noby Sistem - Registracija pravnih lica